# سدنا آی‌وی (کشتی)
سدنا آی‌وی (کشتی) (به انگلیسی: Sedna IV (vessel)) یک کشتی است که طول آن ۵۱٫۳۴ متر (۱۶۸٫۴ فوت) می‌باشد. این کشتی در سال ۱۹۵۷ ساخته شد.